# Resolució 2045 del Consell de Seguretat de les Nacions Unides
La Resolució 2045 del Consell de Seguretat de les Nacions Unides fou adoptada per unanimitat el 26 d'abril de 2012. Reafirmant les resolucions 1643 (2005) i 1572 sobre les sancions internacionals imposades a Costa d'Ivori, el Consell va ampliar l'embargament d'armes, restriccions de viatge i congelament d'actius financers contra tots aquells que obstaculitzin el procés de pau a Costa d'Ivori durant un any fins al 30 d'abril de 2013.
El Consell va assenyalar que un informe del grup d'experts que investiga el compliment de l'embargament d'armes contra Costa d'Ivori va declarar que circulaven pel país grans quantitats d'armes il·legals. Costa d'Ivori també treballava en la introducció del Procés de Kimberley, que, mitjançant l'ús de certificats, tenia com a finalitat evitar que els ingressos del comerç il·legal de diamants financessin el conflicte.